# Генріх фон Брюль
Генріх Брюль  (нім. Heinrich von Brühl, 13 серпня 1700, Гангльофзьоммерн, Тюрингія — 28 жовтня 1763,Дрезден, Саксонія) — прем'єр-міністр, саксонський політичний діяч середини XVIII ст. Відомий німецький колекціонер творів мистецтва.

## Біографія
Походить з родини німецького дворянина Йогана Мавриція (помер 24 вересня 1727) та його дружини Ердмути Зофії фон дер Гайдте. Батько був обер-гофмаршалом при дворі дрібного німецького герцога. Після передчасної втрати матері 24 березня 1702 його виховувала друга дружина батька — Зофія фон Метш.
В 13 років став пажем при дворі Єлизавети, удови герцога Йоганна-Георга Саксен-Вейсенфельського.   У 20 років здібний молодик став пажем самого саксонського курфюрста Фридріха Августа I Саксонського (більше відомий як Август II Фрідріх, або Август Сильний).  Він рано став царедворцем, отримав освіту, помножену на природні здібності. 
Почалося невпинне кар'єрне зростання. Він отримав посаду камергера і вже супроводжував короля в усіх його подорожах.
По смерті Августа Сильного у лютому 1733 р. сприяв отриманню спадкоємцем Августом ІІІ корони Речі Посполитої. Це змінило ставлення до Генріха Брюля і дозволило зберегти за собою усі його посади і впливи.
Навіть власний шлюб поміркований Брюль зробив кроком для зміцнення свого стану при дворі. Він одружився з графинею Коловрат-Краківскою, мати якої була наближена до королеви, дружини Августа ІІІ.

У 1737 р. австрійський імператор Карл VI дарував Генріху Брюлю титул графа.

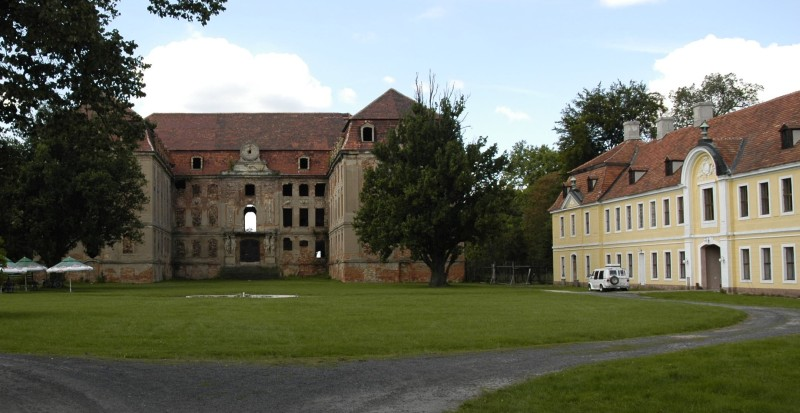
Замок в Бродах, Польща, колишня садиба Генріха Брюля.

Граф Брюль відрізнявся нахабством і жадібністю. Аби мати більше грошей, займав декілька вигідних посад. Як типовий представник аристократії доби рококо — витрачав зачні кошти на палаци та їх будівництво, на насолоди та мистецтво. Аби мати більші права в Польщі, перейшов з лютеранства у католицтво і почав викупати там садиби з земельними ділянками.
Генріх Брюль оточив розкошами і свого патрона, витрачаючи на його двір значні кошти. Не забував при цьому й про себе. За свідоцтвами сучасників, граф Брюль мав 200 слуг, а його почесна варта отримувала платню більшу, ніж варта самого короля.
Аби мати значні кошти на пишне придворне життя, підняв рівень податків навіть ціною зменшення обороноздатності Саксонії. В роки Семирічної війни це сприяло військовій катастрофі, вояки Саксонії зазнали поразки, а король Август ІІІ та Генріх Брюль були вимушені втекти до замку Варшави, де переховувались до складення мирної угоди.
Смерть 5 січня 1762 року його покровительки — цариці Єлізавєти — означала початок кінця короля та його кар'єри. Вислав до С.-Петербургу сина Карла — чесника коронного — для перемовин з новим царем (невдало). 11 травня 1762 у Варшаві померла дружина, що сприйняв дуже болісно. Цариця Катерина ІІ вигнала королевича Карла з Курляндії, на якого він покладався. Чарторийські в Палаті послів 5 жовтня 1762 року «атакували» його фальшиве шляхетство. 24 квітня 1763 року отримав 20000 дукатів від А. М. Сапеги за посаду польного литовського гетьмана, потім покинув Польщу.
Старий вже Генріх Брюль повернувся з Польщі до Дрездена, де помер 28 жовтня 1763 р. По його смерті розпочалось слідство, головно через справу коровича Ксаверія. Г. Брюлю закинули розтрату 4,5 млн. талерів, що мали відшкодувати з 6-мільйонної «фортуни» (спадку) спадкоємці.

## Брюль колекціонер

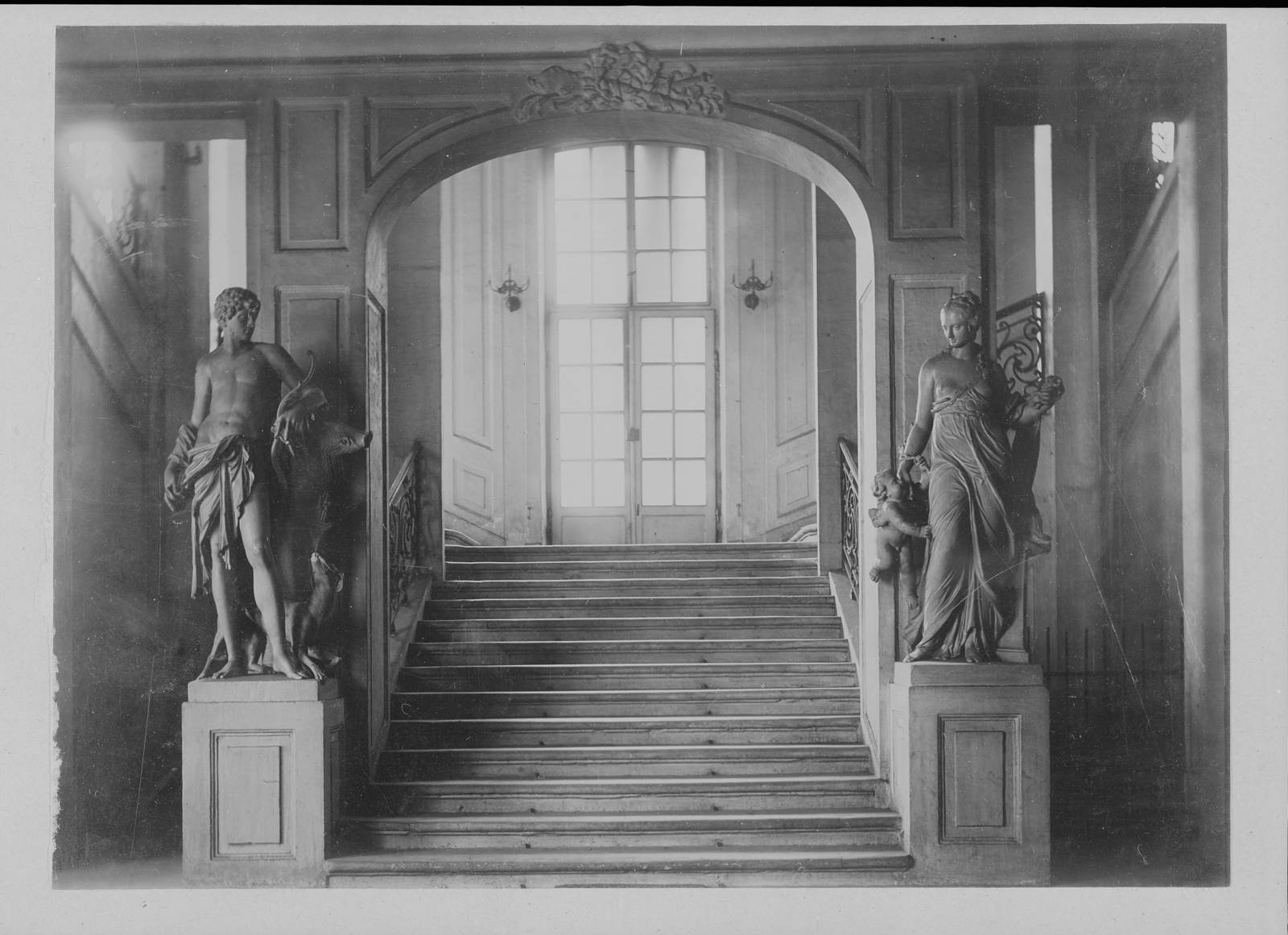
Палац Брюля, Дрезден, фото 1900 р.

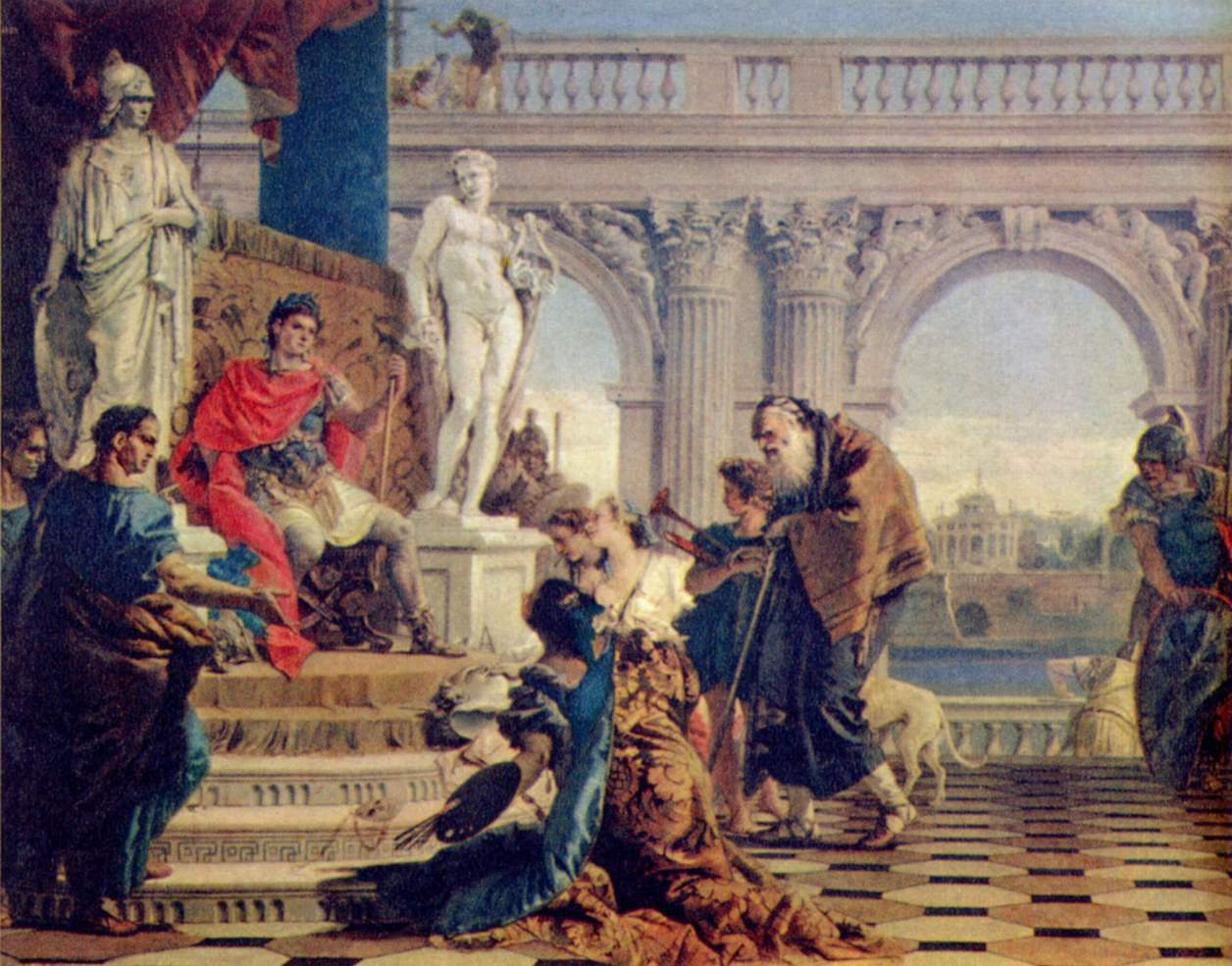
Меценат представляє імператору Августу красні мистецтва, картина Тьєполо зі збірки Брюля

Генріх Брюль належить до відомих колекціонерів творів мистецтва середини XVIII ст. Саме він формував картинну галерею свого патрона-короля. Майже вся вона — значна частина сучасної Дрезденської картинної галереї старих майстрів.
Непогану мистецьку збірку мав і сам Генріх Брюль. Так, коли король замовив італійцю Бернардо Белотто серію картин з зображенням Дрездена і Пірни, Брюль умовив художника повторити серію і для себе.
Мистецьким скарбом був і величезний за кількістю порцеляновий сервіз, створений для Брюля на Мейсенській порцеляновій мануфактурі.
Бібліотека графа нараховувала 62000 примірників.

Цікавою особливістю картинної галереї самого графа була перевага картин іноземних майстрів. Граф, як і його помічник Карл Генріх Хейнекен, вважав, що "Німецька школа живопису — найгірша ". Менша за кількістю, ніж картинна галерея короля, збірка Брюля мала відомі твори, серед яких були — 
- Ніколя Пуссен
- Антуан Ватто
- Валантен де Булонь
- Пітер Пауль Рубенс
- Джованні Баттіста Тьєполо
- Креспі
- Карло Маратті
- П'єр Франческо Мола
- Гвідо Рені
- Якоб Йорданс та ін.

## Колекція малюнків
Досить коштовною була і збірка малюнків художників Європи. Малюнки довго не користувались увагою колекціонерів, бо часто не мали товарного вигляду, а були натурними штудіями чи пошуками митців в композиції. Брюль купував і малюнки художників, і гравюри. В збірці були як сучасні майстри, так і представники відродження, маньєризму, бароко, рококо, голландського реалізму 17 століття -
- Тиціан («Амур зі скрипкою»)
- Паоло Веронезе (чотири малюнки святих)
- Ніколя Пуссен (чотири аркуши з тваринами, 9 аркушів з релігійними сценами)
- Себастьян Бурдон («Хрещення Христа в Йордані»)
- Симон Вуе («Чоловіча фігура»)
- Лука Камб'язо («Іван Хреститель»)
- Рембрандт («Зимовий пейзаж з хижкою під деревами»)
- Франческо Сальвіаті («Давньримський вояк у шоломі», «Вояк з луком»)
- Корнеліс Трост (груповий портрет «Родина Сикс та родина ван бем Бемпден»)
- Франческо Солімена («Олександр Македонській та кінь Буцефал»)
- П'єр Франческо Мола («Видіння Св. Бруно»)
- Адріан ван Остаде («Танок селян»)
- Якоб Йорданс (шість малюнків, алегорії і побутові сценки)
- Адам Сило («Полівання на кита»)
- Сімоне Кантаріні («Мадонна з немовлям та янголом»)
- П'єр Леоне Гецци («Карикатури на музикантів»)

## Арешт майна
По смерті Брюля, його майно арештували через вимоги кредиторв та значні борги. Скандал з майном був розв'язаний лише через п'ять років. Спадкоємці графа були вимушені продати мистецькі колекції батька. Майже цілком картинну галерею, збірку малюнків та гравюр придбала російська імператриця Катерина ІІ.
Незначна частка мистецьких збірок залишилась у Варшаві. Наприкінці 19 ст. її залишки придбав для власної колекції Ханенко Богдан Іванович.